# Metro Bilbao

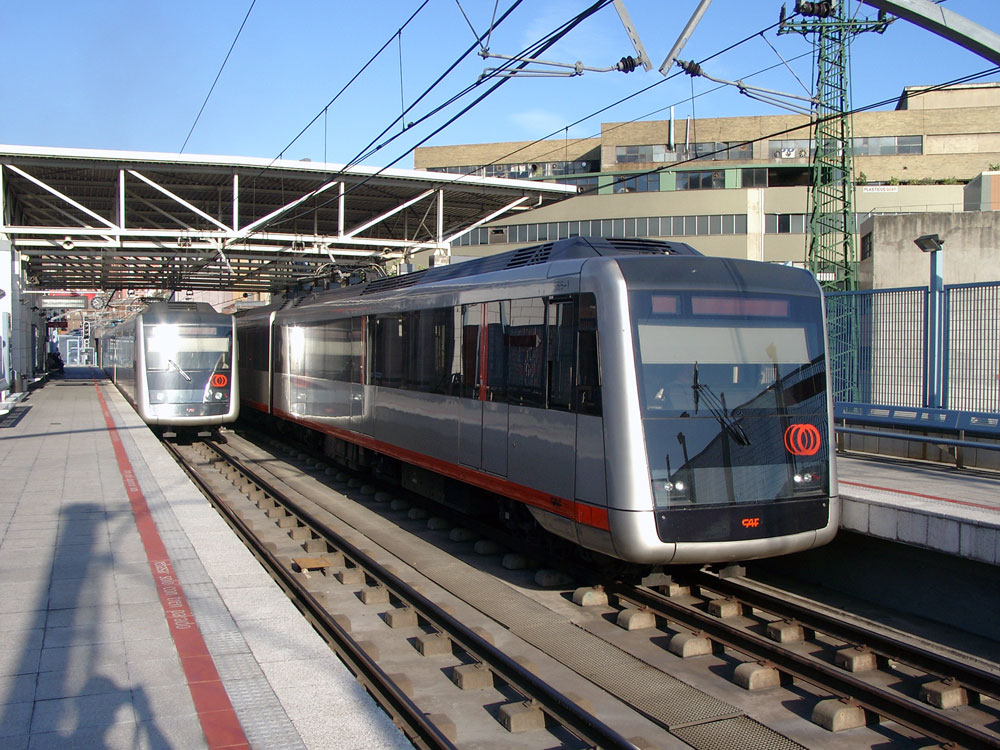
Zwei PA-Züge der Metro Bilbao am Bahnhof Bolueta

Die Metro Bilbao (baskisch Bilboko metroa, spanisch Metro de Bilbao) ist die U-Bahn der zehntgrößten Stadt Spaniens, Bilbao im Baskenland, und wurde 1995 eröffnet. Sie besteht derzeit (2022) aus drei Linien. Die Linien L1 und L2 werden vom Unternehmen Metro Bilbao S.A. betrieben, die Linie L3 von Euskotren. Das gesamte Streckennetz nutzt Gleise in Meterspur, ist 49,4 Kilometer lang und bedient 48 Stationen.

## Liniennetz
Das 43,31 Kilometer lange Netz hat 31 unterirdische Stationen und 17 an der Oberfläche. Alle Stationen sind behindertengerecht.
| Linie | Farbe   | Strecke                                                                                   | Eröffnung | Länge   | Bahnhöfe | Betreiber    |
| ----- | ------- | ----------------------------------------------------------------------------------------- | --------- | ------- | -------- | ------------ |
| L1    | Rot     | Plentzia – Etxebarri                                                                      | 1995      | 33,3 km | 29       | Metro Bilbao |
| L2    | Schwarz | Santurtzi – Basauri                                                                       | 2002      | 22,3 km | 24       | Metro Bilbao |
| L3    | Magenta | Matiko – Kukullaga E1: Matiko – Donostia Amara E3: Lezama – Kukulluga E4: Matiko – Bermeo | 2017      | 5,9 km  | 7        | Euskotren    |

Netzplan der Metro Bilbao

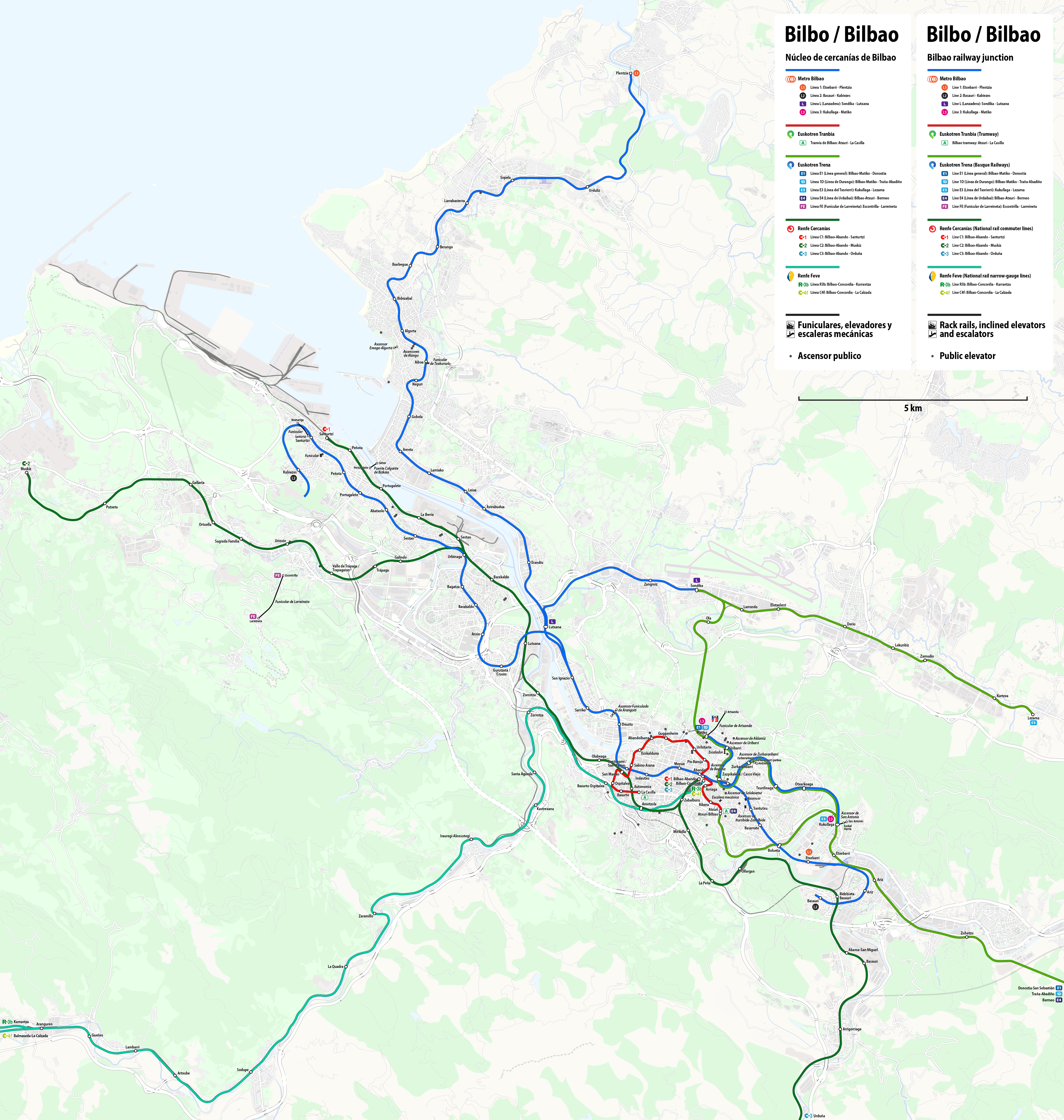
Topographische Darstellung des Metronetzes von Bilbao (in blau)

Die Metro Bilbao ist das wichtigste Verkehrsmittel des Großraums Bilbao. Sie ist nicht nur für den innerstädtischen, sondern auch für den regionalen Verkehr von zentraler Bedeutung, da sie Bilbao mit seinen Vororten verbindet. Des Weiteren gibt es seit 2002 wieder eine Straßenbahn in Bilbao. Als Ergänzung dienen außerdem die Vorortbahnen der drei Betreibergesellschaften Renfe (Cercanías/Aldiriak), Euskotren und FEVE. Zusätzlich gibt es noch zwei Busgesellschaften namens Bizkaibus und Bilbobus, die als Ergänzung zu den Schienenverkehrsmitteln dienen. Das Consorcio de Transportes de Bizkaia/Bizkaiko Garrio Partzuergoa (CTB) ist als Kontrollgremium tätig sowie für den Ticketvertrieb und dessen Regelung als Tarifverbund zuständig.
Die Metro verkehrt täglich von 6 Uhr bis etwa 23 Uhr. Freitags wird der Betrieb bis 2 Uhr ausgedehnt und samstags fährt die Metro im Halbstundentakt die ganze Nacht.
In der Schwachverkehrszeit besteht auf den beiden Außenstrecken der Linien L1 und L2 ein 10- bis 20-Minuten-Takt, in der Nebenverkehrszeit ein Takt von fünf bis sieben Minuten. In der Hauptverkehrszeit fährt dort etwa alle fünf Minuten ein Zug. Durch die Linienbündelung der Linien L1 und L2 auf dem Abschnitt San Inazio – Etxebarri verdoppelt sich jeweils der Takt.
Die Linie L3 verkehrt grundsätzlich im 7,5-Minuten-Takt, wobei sie betrieblich mit den restlichen Vorortbahnen der Euskotren verbunden, sodass die meisten Züge nicht in Matiko und Kukullaga enden, sondern weiter bis nach Donostia-San Sebastián (Linie E1), Lezama (E3) oder Bermeo (E4) fahren.

### Fahrgastzahlen

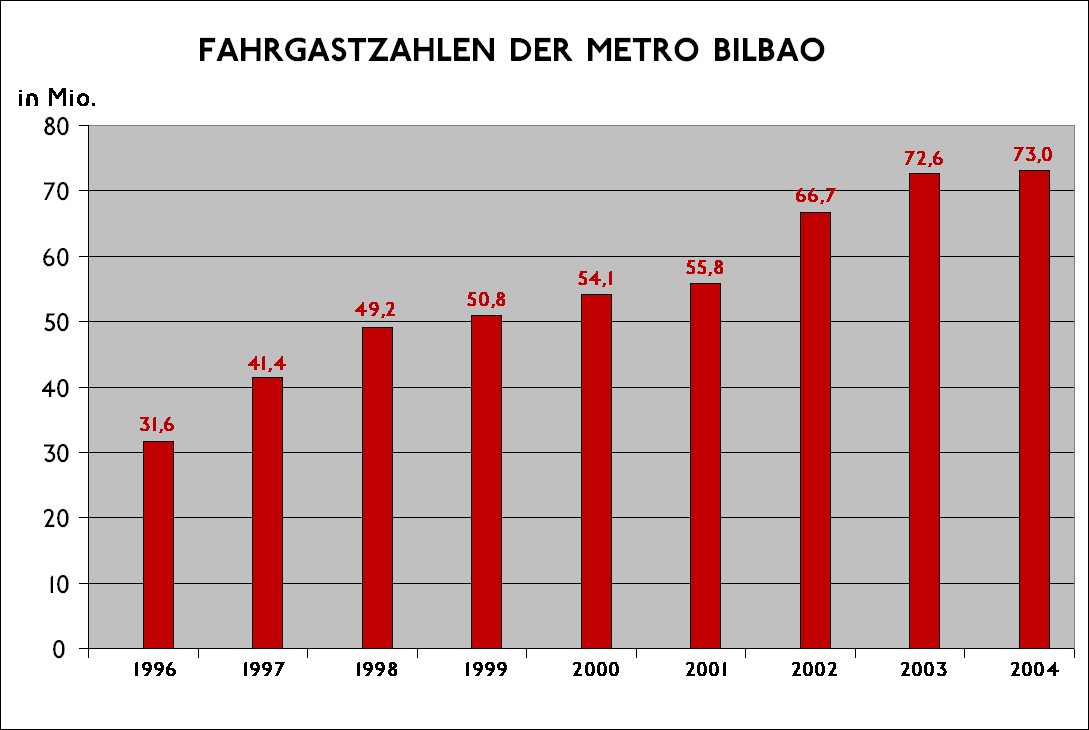
Fahrgastzahlen der Metro Bilbao in den Jahren 1996 bis 2004, jeweils gerundet

Durch immer wieder neue Verlängerungen und Streckeneröffnungen in bevölkerungsreiche Gebiete stiegen die Fahrgastzahlen der Metro Bilbao stetig. Im zweiten Jahr der Metro beförderten die rot-schwarz-silbernen Züge bereits 31 Millionen Fahrgäste. Im darauf folgenden Jahr stieg der Wert sprunghaft auf 41 Millionen an. 2002 zählten der Betreiber 66 Millionen. Im Jahr 2003 konnte die 70-Millionen-Marke mit dem Wert von 72,6 Millionen beförderten Fahrgästen erreicht werden, im Jahr 2004 stieg der Wert nur unwesentlich auf 73 Millionen. Im Jahr 2019 wurden 96,9 Millionen Fahrgäste befördert, davon 91,6 Millionen auf den Linien L1 und L2, sowie 5,3 Millionen auf der Linie L3.
Die am meisten benutzte Station des Bilbaoer Metronetzes ist Abando mit 6,2 Millionen gezählten Fahrgästen, direkt danach folgt Casco Viejo mit 6,1 Millionen. Beide liegen in der Innenstadt Bilbaos. Die am wenigsten genutzten Stationen sind besonders auf der alten Vorortbahnstrecke zu finden; die Linie fährt dort auch durch schwach besiedelte Gebiete. Den niedrigsten Wert erzielte dabei der Bahnhof Lutxana mit 202.107 Fahrgästen, gefolgt von Lamiako mit 320.505 (Stand: 2006).

### Fahrkarten

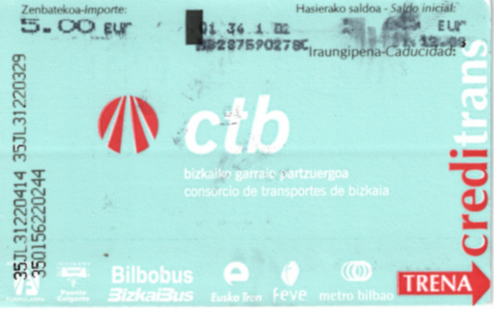
Creditrans-Ticket

Die Metro Bilbao ist ein geschlossenes System mit Zugangssperren nach dem Vorbild der London Underground. Die Fahrkarten mit Magnetstreifen müssen beim Betreten und Verlassen des Bahnhofs an einer Sperre gelesen werden.
Das Liniennetz ist in drei Tarifzonen unterteilt. Außer den üblichen Einzelfahrscheinen („Billete ocasional“), Hin- und Rückfahrkarten („Ida y vuelta“ – Preis wie zwei Einzelkarten), Tageskarten („Billete dia“) gibt es auch für Touristen mit dem „Creditrans Barik“-Ticket eine günstige und einfache Möglichkeit, neben der Metro die Straßenbahn, die Busse von Bilbobus und Bizkaibus, den Ascensor de La Salve, den Funicular de Artxanda, die Puente de Vizcaya (bzw. Puente Colgante) und die Autobuses de Lujua zu benutzen. Die für 5, 10 oder 15 Euro erhältliche Karte kann in 5-Euro-Schritten wieder aufgeladen werden. Der Preis einer Fahrt ist über 50 Prozent günstiger (z. B. Einzelfahrt 0,48 Euro gegenüber 1,70 Euro).

### Architektur und Design

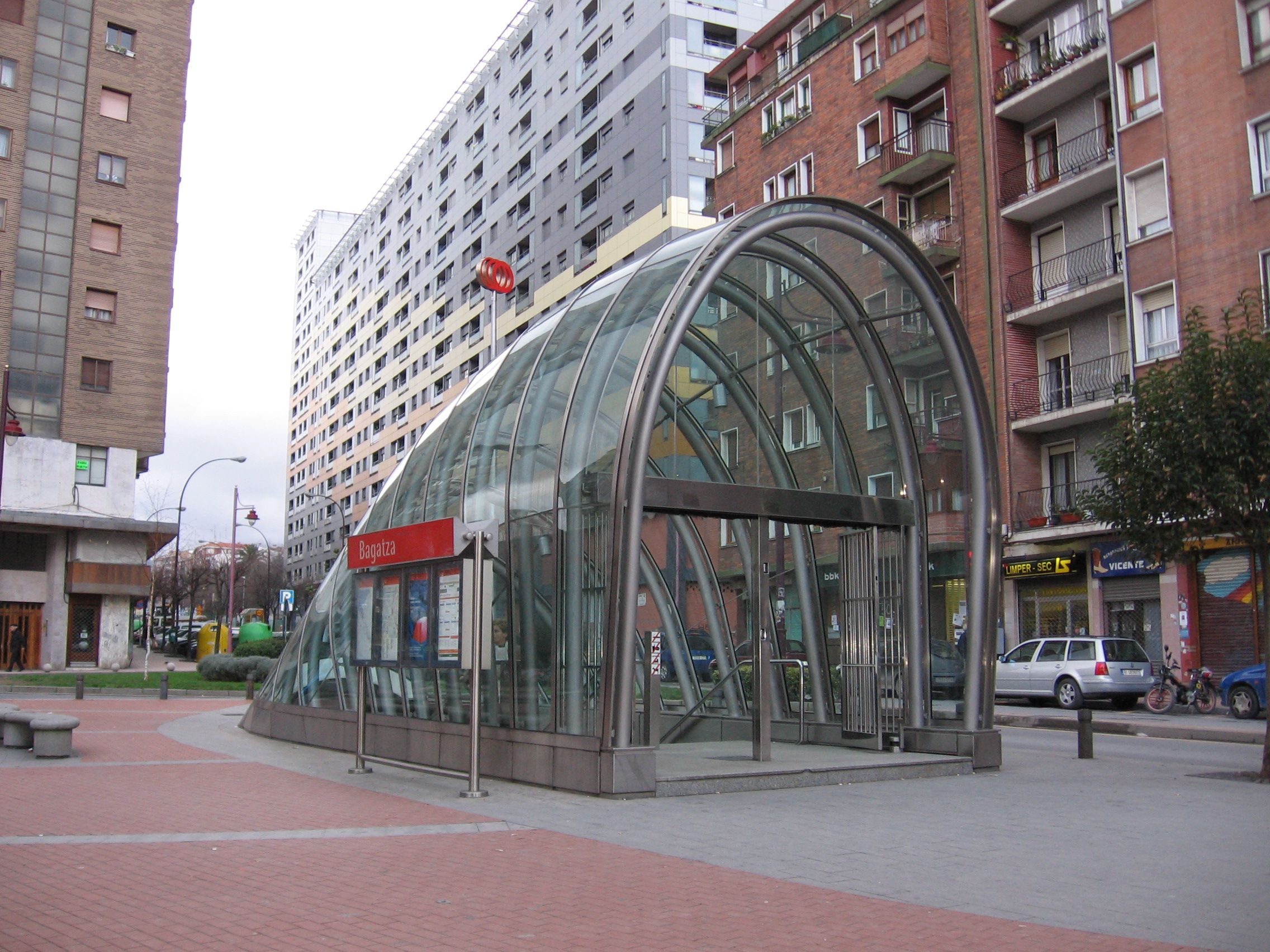
Die muschelförmigen Eingänge sind die auffälligsten Werke der neuen Metro Bilbao. Der Volksmund nennt sie „Fosteritos“

Vor allem durch das Design der einzelnen Stationen ist die Metro Bilbao bekannt in der U-Bahn-Welt. Der Architekt Norman Foster und seine Mitarbeiter entwarfen nicht nur einige wenige Stationen wie in London auf der Jubilee Line, sondern eine ganz neue U-Bahn-Linie. Es gelang Foster, diese ansprechend in die schon vorhandene Strecke nach Plentzia zu integrieren.
Foster verwendete bei den Stationen nahezu ausschließlich die für die Moderne charakteristischen Materialien Stahl, Beton und Glas. Der Architekt verfolgte damit drei Kernpunkte seines Konzepts: Einfachheit, Funktionalität und Ästhetik. Diese lassen sich unter anderem daran erkennen, dass Foster die Stationen weiträumig und klar gestaltete, es sollten keine auffälligen Elemente stören. Außerdem sollte, so weit es möglich war, das Einfallen von natürlichem Tageslicht ermöglicht werden. Die Stationen sollten nicht nur aus Energiespargründen möglichst an der Oberfläche sein, sondern auch so schnell wie möglich und ohne große Umwege erreichbar sein. Allgemein wurde der freien Zugänglichkeit zu jedem Bahnhof großes Augenmerk geschenkt. Die Metro Bilbao erhielt seit ihrem Bestehen schon mehrere Preise, unter anderem den GIMM Award, der wegen ihrer sehr guten Erreichbarkeit auch für Rollstuhlfahrer und Eltern mit Kinderwagen und ähnlichem verliehen wurde.
Als markantestes Merkmal seines Stationsdesigns entwarf Norman Foster muschelförmige Eingänge, die im Volksmund bald den Namen „Fosterito“ erhielten. Sie sind ohne Zweifel das Auffälligste am neuen Bilbaoer Metrosystem. Bereits im Jahr 1988 erhielt Foster für seinen Entwurf den Brunel Award for Railway Architecture. Vom Fahrgast normalerweise nicht gewürdigt, erhielt die Firma Akaba aus Irún, die die Sitzbänke in den einzelnen Stationen fertigte, im November 2000 den Nationalpreis für Industriedesign vom spanischen Ministerium für Wissenschaft und Technologie.
Das Corporate Design inklusive des Logos der neuen Metro Bilbao (Linien L1, L2) entwickelten die Designer Otl Aicher, Michael Weiss und Hansjörg Brucklacher. Bei allen Materialien des Verkehrsunternehmens werden die Farben Rot, Schwarz, Grau und Weiß benutzt. Dies ermöglicht eine klare Struktur, die wiederum der Einfachheit gegenüber dem Fahrgast dient. Das Logo ist im Gegensatz zu den anderen drei spanischen Metrosystemen kein rotes, viereckiges Zeichen mit einem blauen Balken. In Bilbao besteht es aus drei teilweise übereinander liegenden roten Ringen. Diese stellen laut dem Verkehrsunternehmen die Bewegung des öffentlichen Verkehrs dar. Otl Aicher entwickelte für die Metro die Schrifttype Rotis Semi Sans, die auf allen Publikationen und Schildern zur Anwendung kommt.
Auch die sechs unterirdischen Stationen der Linie L3 wurden 23 Jahre nach Eröffnung der ersten Linien von Norman Foster gestaltet.

## Geschichte

### Erste Gedankenspiele in den 1920er Jahren
Am 17. Oktober 1919 eröffnete der spanische König Alfons XIII. das erste spanische U-Bahn-Netz in der Hauptstadt Madrid. Die zweitgrößte Stadt des Landes, Barcelona, folgte wenig später im Jahr 1924 mit der Einweihung der Gran Metropolitano de Barcelona. Die baskische Stadt Bilbao, traditionell sehr lokalpatriotisch eingestellt, wollte dem nicht hintenanstehen und erarbeitete ebenfalls Pläne für eine erste unterirdische U-Bahn-Linie. Sie sollte vom wichtigen Bahnhof Atxuri – damals wie heute Ausgangspunkt der Züge nach Gernika, San Sebastián und Bermeo – über Basurto zur Station Abando führen, die durch mehrere andere Schließungen und Verlegungen zum heutigen Quasi-Hauptbahnhof der Stadt geworden ist. Hier enden und beginnen heutzutage unter anderem die Züge nach Orduña, Santander, Oviedo und Madrid. Aufgrund finanzieller Probleme, aber auch wegen des spanischen Bürgerkriegs in den 1930er Jahren, verfolgten weder die Stadtverwaltung noch die Regierung diese Pläne weiter.

### Großes Wachstum führt zu neuen Plänen
Nachdem eine Wirtschaftskrise Spanien in den 1940er und Anfang der 1950er Jahre getroffen hatte, konnte diese durch eine radikale Wirtschaftsreform bis in die 1960er Jahre wieder überwunden werden. In dieser Zeit sprach man auch von einem „spanischen Wirtschaftswunder“. Infolgedessen stieg die Einwohnerzahl überproportional an, was wiederum große Verkehrsprobleme nach sich zog. Weder das vorhandene Straßen- noch das Schienennetz in Bilbao waren für größere Bevölkerungszahlen ausgelegt, auch war 1964 die letzte Linie der Straßenbahn stillgelegt worden. Daraufhin wurde 1971 unter Leitung der baskischen Regionalregierung, dem Stadtrat Bilbaos und der Handelskammer die Comisión de Comunicaciones de Vizcaya gegründet, die zum Ziel hatte, den vorhandenen Verkehr zu koordinieren und zu regulieren. Außerdem sollte sie neue Lösungen für bestehende Probleme erarbeiten.
Auch damals kam wieder der Bau einer U-Bahn oder zumindest einer im hohen Takt befahrenen Schnellbahnlinie zur Sprache. Allgemein wurden mehrere Alternativen für eine Streckenführung diskutiert. Als Varianten wurden ein Netz in Form eines Ypsilons und alternativ dazu zwei voneinander getrennte Linien erwogen. Darüber hinaus waren die Fragen zu klären, wie viele Flusskreuzungen es geben sollte und wie die Anbindung der verschiedenen Stadtteile und Gemeinden Bilbaos aussehen sollte. Zu der Zeit legte die Kommission auch die zukünftigen Eckdaten für die Schnellbahnlinie fest. Die Streckengleise sollte im Gegensatz zum spanischen Schmalspurnetz von 1000 Millimetern und der Spanischen Breitspurweite von 1674 Millimetern die standardisierte, europäische Normalspurweite von 1435 Millimetern aufweisen. Die zukünftigen 115-Meter-Bahnsteige sollten Züge mit fünf Wagen aufnehmen, die maximal 80 Kilometer pro Stunde fahren sollten. Schon damals legte man für die Stromversorgung eine Oberleitung bei einer Spannung von 1500 Volt fest.
1975 wurden die Zuständigkeiten für die Planungen auf das neugegründete Consorcio de Transportes de Vizcaya (heute CTB) übertragen. Zwei Jahre später wurde der Bauplan mit dem Namen „Plan de Construcción de la red de ferrocarril metropolitano de Bilbao“ (Bauplan für die Eisenbahnstrecke von Bilbao) genehmigt. Diese Pläne gerieten jedoch durch die einsetzende Demokratisierung Spaniens ins Stocken. In dieser Zeit war ein umfassender Umbau des Staatsapparates vonnöten. Gleichzeitig räumte die Madrider Zentralregierung der Provinz Baskenland große Autonomierechte ein.
1981 kam die Autonomieregierung zu dem Schluss, dass die bisherige Variante des Metronetzes nicht ausreichend sei, um die Verkehrsproblematik zu lösen. 1985 wurde das Bauvorhaben gründlich überarbeitet, und 1987 folgte die Baugenehmigung der U-Bahn-Linie Casco Viejo – Plentzia. Die seit 1887 bestehende, von der baskischen Staatseisenbahn betriebene Vorortbahnstrecke Lutxana – Plentzia sollte, wie bereits in den 1970er Jahren vorgeschlagen, in die neue Strecke integriert werden. Aus Kostengründen wurde entschieden, die auf der alten Vorortbahnstrecke verwendete Schmalspurweite von 1000 Millimetern auch auf die Metro zu übertragen.

### Baubeginn und Eröffnung
Vor dem konkreten Baubeginn wurde die Ingeniería del Metro de Bilbao, S.A. (IMEBISA) gegründet, die für die Koordination und den U-Bahn-Bau verantwortlich war. Sie sollte gleichzeitig auch den Zeitplan mit der baskischen Eisenbahn (Euskotren) abstimmen, da diese ihre Rechte nach der Streckeneinstellung übertragen musste. Im Jahr 1988 wurde gemeinsam mit einer Erneuerung des alten Stadtkerns von Erandio der gleichnamige Bahnhof auf der Vorortbahnstrecke in den Untergrund gelegt. Im selben Jahr rief die Stadt Bilbao einen internationalen Architekturwettbewerb für die Gestaltung der neuen Metro aus.
1989 begannen die erste Baumaßnahmen in der Innenstadt Bilbaos für die neue Tunnelstrecke inklusive der Rampe zur Vorortbahn, die sich in der Nähe der Ascao Straße befindet. Die Bahnhöfe wurden so nah wie möglich an die Oberfläche gebaut, was insbesondere Einsparung von Brems- und Anfahrenergie zur Folge hat. Der Boden in und um Bilbao besteht hauptsächlich aus Lehm, Sand, Quarz sowie aus einer großen Anzahl von Gesteinen, die jedoch aufgrund ihrer Lage einfach auszugraben sind. Hauptvorteil der größtenteils verwendeten Neuen Österreichischen Tunnelbauweise (NÖT) bei den Bodenverhältnissen in Bilbao war, dass nicht die gesamte Innenstadt aufgerissen zu werden brauchte. Es reichten ein „Eingang“ an der Plaza Moyua sowie ein „Ausgang“ in der Nähe von San Nicolás. Die Cut-and-Cover-Methode („graben und zudecken“) wurde hingegen bei längeren Straßenabschnitten mit tiefer liegenden Gesteinen verwendet.
Für die beiden Unterquerungen der Ría de Bilbao, die sich durch die Stadt schlängelt, wurden zweierlei Verfahren angewandt. Für die Flussquerung zwischen San Mamés und Deusto stellten die Baufirmen auf einem provisorischen Trockendock bei Deusto zwei 86 Meter lange, 11 Meter breite und 7,5 Meter hohe Senkkästen her, die langsam ins Flussbett heruntergelassen wurden. Für die andere Querung des Nervión kam diese Methode nicht in Frage, da hier die Möglichkeit einer Trockendockerrichtung nicht zur Verfügung stand. Außerdem ist der Fluss an dieser Stelle zu schmal. Das Flussbett besteht dort größtenteils aus Fels, aber auch aus durchlässigem Kies, der für die Bauarbeiten so weit verdichtet wurde, dass darunter ein Tunnel gebohrt werden konnte.

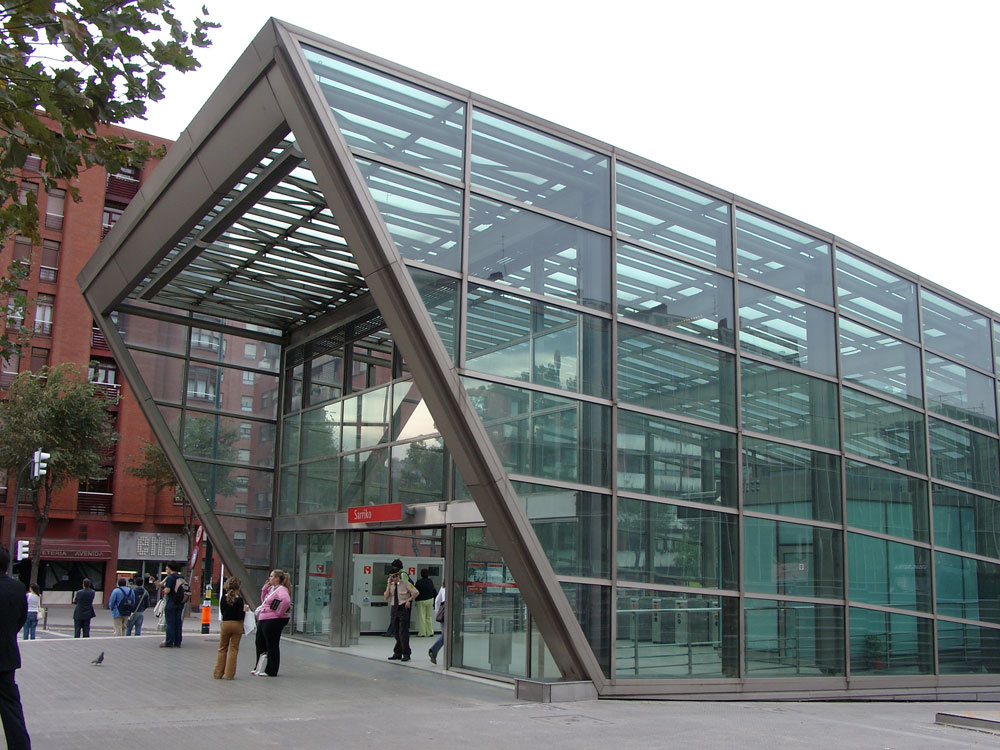
Eingang zum Bahnhof Sarriko

Am 1. Oktober 1993 wurde die Metro Bilbao, S.A. gegründet, die zukünftige Betreiberorganisation der U-Bahn. Kurz vor der Eröffnung der U-Bahn im November 1995 stellte die Gesellschaft Euskotren am 1. November den Betrieb auf der Strecke Lutxana – Plentzia ein, sodass diese am 10. November rechtlich dem Metro Bilbao-Verkehrsunternehmen übertragen werden konnte.
Am 11. November 1995 eröffnete der Lehendakari – der baskische Ministerpräsident – José Antonio Ardanza feierlich die neue Metrostrecke zwischen Casco Viejo und Plentzia, die insgesamt 26 Kilometer lang war und 23 Stationen umfasste. Damit nahm nun nach Madrid, Barcelona und Valencia die vierte spanische Stadt ein U-Bahn-System in Betrieb. Die Eröffnung der Metro stellte einen weiteren Höhepunkt in der Neugestaltung und Revitalisierung der Stadt Bilbao dar. Diese leidet bis heute unter der Stahl- und Kohlekrise der 1980er Jahre. So folgte nach der Metro Bilbao der Bau des weltweit berühmten Museo Guggenheim Bilbao sowie der Kongresspalast Palacio Euskalduna. Gleichzeitig fanden aber auch große Umgestaltungs- und Renovierungsmaßnahmen in der Innenstadt statt.
Alle Stationen der neuen Tunnelstrecke wurden vom Star-Architekten Norman Foster und seiner Arbeitsgruppe gestaltet. Neues Hauptmerkmal in der Stadt sollten vor allem die Eingänge zur Metro werden, der Volksmund gab ihnen den Spitznamen „Fosterito“. Foster verwendete bei seiner Ausgestaltung hauptsächlich Beton, Stahl und Glas.

### Schritt für Schritt in Richtung Süden

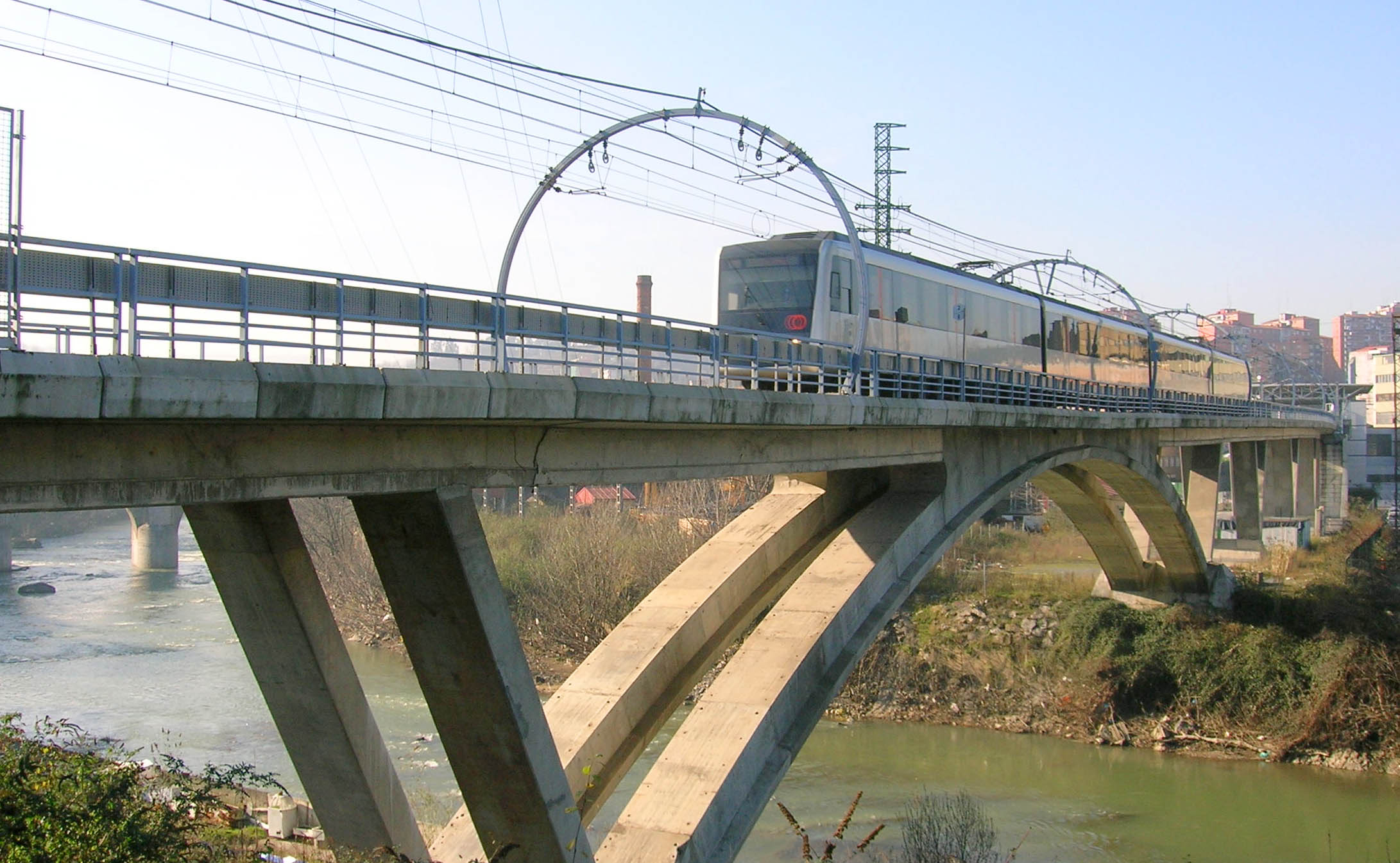
Viadukt der Metro zwischen Bolueta und Etxebarri

Am 24. Juni 1996 wurde die oberirdische Zwischenstation Gobela, die zwischen den Bahnhöfen Areeta und Neguri liegt, mit einem Mittelbahnsteig eröffnet. Sechs Monate später nahm dort auch ein Fahrstuhl den Betrieb auf.
Nur zwei Jahre nach der Eröffnung der Metrolinie, genauer seit dem 5. Juli 1997, dehnte sich der Betrieb der Metrolinie um drei Stationen in Richtung Süden aus. Die neuen Bahnhöfe Santutxu und Basarrate bedienen damit die auf dem östlichen Nerviónufer gelegenen Stadthälfte. Gleichzeitig ergab sich am Endbahnhof Bolueta der zwei Kilometer langen Erweiterung eine komfortable Umsteigemöglichkeit zum Regionalverkehr der Euskotren vom Kopfbahnhof Bilbao-Atxuri in Richtung Lemoa, Bermeo und San Sebastián, mittlerweile hält auf den Gleisen der ehemaligen Euskotren-Strecke zum Kopfbahnhof die Straßenbahn.
Eine weitere Verbindung in Richtung Süden gibt es seit dem 8. Januar 2005. Seit diesem Tag quert die Metro Bilbao über zwei Viadukte den Nervión einen Kilometer weiter zum Bilbaoer Vorort Etxebarri, wo sich eine Kläranlage sowie ein Stahlwerk des europäischen Konzerns Arcelor befindet. Der Bahnhof, der wie alle Stationen der Metro Bilbao auch mit Aufzügen ausgestattet ist, besitzt zwei Seitenbahnsteige.

### Eine zweite U-Bahn-Strecke
Schon in den ersten Plänen für eine Bilbaoer Schnellbahn war angedacht, die nordwestliche Uferseite ebenfalls zu erschließen. Auch 1995 stand der Bau einer Metro dorthin fest. Der erste Spatenstich für den neuen Linienast mit fünf Bahnhöfen, der am dreigleisigen Bahnhof San Inazio abzweigen sollte, fand im Frühling 1997 statt.
| Eröffnungsdaten   | Eröffnungsdaten | Eröffnungsdaten         | Eröffnungsdaten |
| Datum             | Linie           | Abschnitt               | Länge           |
| ----------------- | --------------- | ----------------------- | --------------- |
| 11. November 1995 | L1, L2          | Casco Viejo – Plentzia  | 26,4 km         |
| 5. Juli 1997      | L1, L2          | Casco Viejo – Bolueta   | 2,0 km          |
| 13. April 2002    | L2              | San Inazio – Urbinaga   | 5,9 km          |
| 8. Januar 2005    | L1, L2          | Bolueta – Etxebarri     | 1,0 km          |
| 8. Januar 2005    | L2              | Urbinaga – Sestao       | 1,0 km          |
| 20. Januar 2007   | L2              | Sestao – Portugalete    | 1,9 km          |
| 4. Juli 2009      | L2              | Portugalete – Santurtzi | 1,7 km          |
| 28. Februar 2011  | L2              | Etxebarri – Ariz        | 1,0 km          |
| 11. November 2011 | L2              | Ariz – Basauri          | 1,4 km          |
| 28. Juni 2014     | L2              | Santurtzi – Kabiezes    | 1,2 km          |
| 8. April 2017     | L3              | Matiko – Kukulluga      | 5,9 km          |
| 15. Juni 2020     | L1              | + Station Ibarbengoa    |                 |

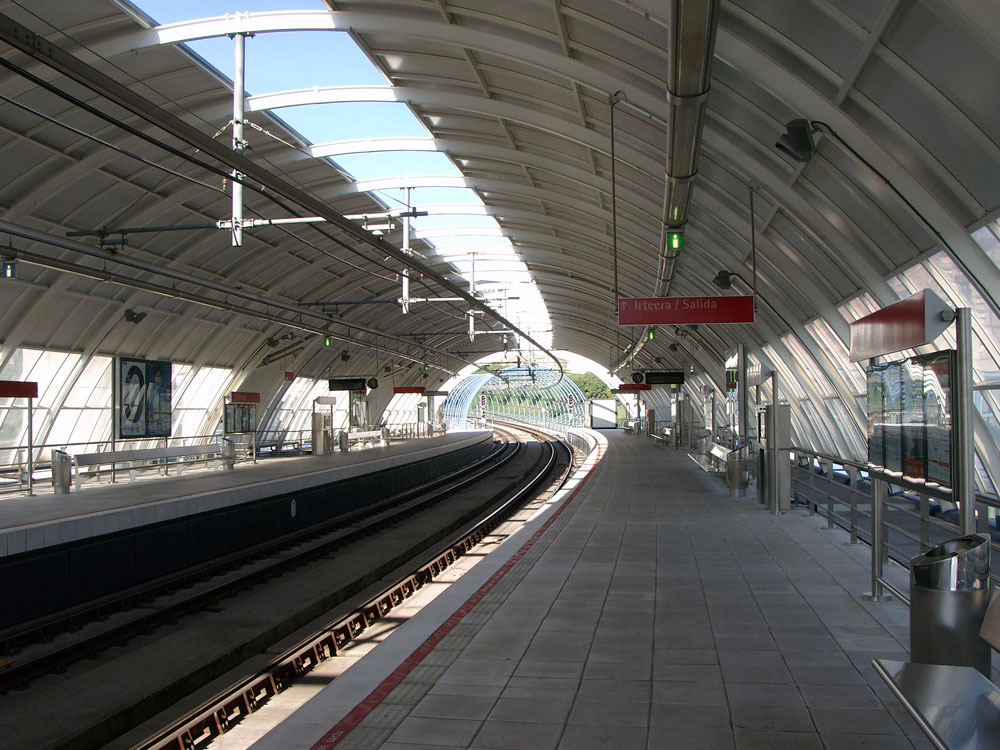
Einziger oberirdischer Bahnhof der Linie 2, Urbinaga

Da sich der Abzweigungsbahnhof auf der rechten Uferseite des Nervión befindet, war wieder eine Unterquerung des Flusses notwendig. Hier war sogar eine der breitesten Stellen ausgewählt worden. Die Untertunnelung von zwei auf der geplanten Strecke liegenden Halbinseln vereinfachte dies jedoch sehr. Auch der überdurchschnittliche Stationsabstand zwischen den Bahnhöfen San Inazio und dem ersten neuen Bahnhof Gurutzeta/Cruces ermöglichte es, den Tunnel unter dem Gewässer mit 45 Metern sehr tief zu legen. Beim Bau des Tunnels unter dem Fluss wie auch bei der restlichen Strecke benutzten die Baufirmen hauptsächlich die schon erprobte neue österreichische Tunnelbauweise. Teilweise wurde auch wieder die „Cut-and-Cover“-Methode verwendet.
Die architektonische Gestaltung des neuen Streckenabschnittes übernahm wieder Norman Foster. Die neuen Bahnhöfe unterscheiden sich damit in ihrem Aussehen nicht wesentlich von denen der Stammstrecke. Die einzige große Ausnahme ist der Bahnhof Ansio, der in offener Bauweise mit einem großen Tageslichteinfall gebaut wurde.
Am 13. April 2002 ging der neue Streckenabschnitt mit den neuen Stationen Gurutzeta/Cruces, Ansio, Barakaldo, Bagatza und Urbinaga in Betrieb. Die 5,9 Kilometer lange Strecke wird seitdem von einer eigenen, schwarz gekennzeichneten Linie mit der Nummer 2 befahren. Sie bedient den gesamten Abschnitt und fährt danach auf der Stammstrecke gemeinsam mit der Linie L1 bis zum gemeinsamen Endbahnhof Etxebarri. Schaut der Fahrgast auf das Schienennetz des Großraums Bilbao, so fällt der Parallelverkehr zwischen der neuen Linie L2 und der Renfe-Strecke nach Santurtzi auf. Begründet wird der Bau der Metro jedoch mit der hohen Bevölkerungsdichte der dortigen Region und dem wesentlich größeren Haltestellenabstand auf der Vorortbahn.
Am 8. Januar 2005 erfolgte eine Verlängerung der Strecke um einen Kilometer und einen Bahnhof weiter nach Norden bis nach Sestao, fast genau zwei Jahre später, am 20. Januar 2007 verlängerte sich die Linie um weitere zwei Bahnhöfe bis Portugalete, am 4. Juli 2009 bis Santurtzi. Von Santurzi betreibt Metro Bilbao auf die Standseilbahn „Lanzadera a Mamariga“, die den U-Bahnhof mit dem höhergelegenen Stadtteil Mamariga verbindet. 2011 sollte die Metrolinie L2 bis zum dann endgültigen Endbahnhof Kabiezes fahren. Dieses letzte Teilstück wurde wegen eines Wasserschadens im Jahre 2011 jedoch erst im Jahr 2014 dem Verkehr übergeben.

### Weitere Verlängerungen der ersten Strecke
Bereits im Januar 2005 konnte ebenfalls eine Verlängerung im Süden um eine Station bis zum Bahnhof Etxebarri gefeiert werden, der nun besonders für die Mitarbeiter des benachbarten ArcelorMittal-Stahlwerkes (früher Aceralia) von Bedeutung ist. Am 11. November 2011 wurde der südliche Endbahnhof Basauri mit der Zwischenstation Ariz erreicht. Mit diesen beiden Projekten wuchs das U-Bahn-Netz Bilbaos auf dann insgesamt 44,5 Kilometer Länge mit 41 Stationen. Den Vertrag zu diesen beiden Verlängerungen unterzeichneten Verkehrsbetrieb und Lokalregierung Anfang 2007, die Kosten beliefen sich auf insgesamt 58 Millionen Euro.
Zwischen den Bahnhöfen Bidezabal und Berango der Linie L1 wurde aufgrund des hohen Haltestellenabstandes eine neue Station mit dem Namen Ibarbengoa im Vorort Maidagan geplant. Die Baukosten wurden im Februar 2005 auf 17 Millionen Euro geschätzt, die geplante Bauzeit betrug 24 Monate. Die Arbeiten dafür sollten im Jahr 2006 beginnen, die Fertigstellung war für 2008 vorgesehen. Letztendlich begannen die Bauarbeiten erst im Jahr 2008, eröffnet wurde die Station wegen Protesten gegen den Park-and-Ride-Parkplatz erst im Juni 2020.

### Dritte Linie
2017 eröffnete die fast sechs Kilometer lange dritte U-Bahnstrecke zwischen Matiko und Kukulluga-Etxebarri. Sie wird – anders als die ersten beiden Linien – von Euskotren betrieben, dessen Regionalzüge aus allen Richtungen in den U-Bahn-Tunnel eingeführt wurden. Zugunsten des neuen U-Bahntunnels wurde der Kopfbahnhof Bilbao-Atxuri der Linien E1 und E4 mitsamt der Strecke bis Kukulluga stillgelegt. Selbiges geschah auf der anderen Seite der Strecke mit dem alten Tunnel der Línea del Txorierri (heutige Linie E3), der nach Zumalakarregi (nahe der heutigen Station Uribarri), sowie über Matiko und Casco Viejo nach Deusto führte.

## Fahrzeuge

### Linien L1 und L2

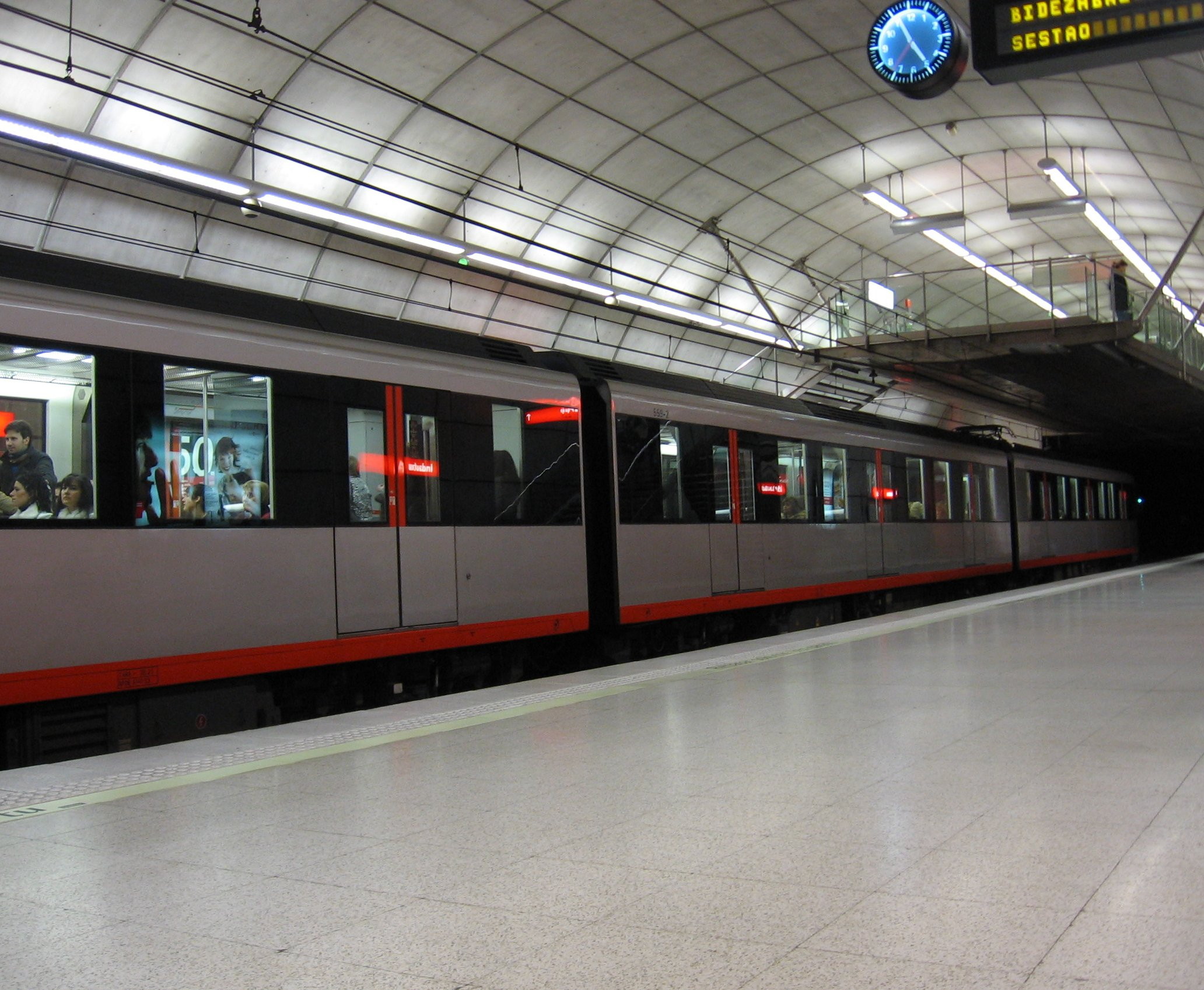
Ein Zug im Bahnhof Indautxu

Die Metro Bilbao verwendet auf den Linien L1 und L2 derzeit Zugtypen der Baureihen UT-500, UT-550 und UT-600. Das Verkehrsunternehmen Metro Bilbao besitzt 24 Züge der ersten Baureihe, 13 der zweiten und 9 der dritten. Zusätzlich verfügt der Betreiber über vierzehn Betriebs- und Hilfszüge. Alle Wagen werden regelmäßig in der Betriebswerkstatt Sopelana, zwischen den Bahnhöfen Sopelana und Urduliz gelegen, gewartet.
Die ersten sechzehn Fahrzeuge, welche die Nummern UT 501 bis 516 tragen, lieferten die beiden Firmen CAF und ABB Henschel bis zum November 1995. Ein Zug der Metro ist viergliedrig und vollkommen begehbar. Im Innenraum sind 2+2 Sitze jeweils vis-à-vis in den Farben des Corporate Design – Rot und Grau – angeordnet. Ein Vollzug ist insgesamt 72,12 Meter lang, 3,85 Meter hoch und 2,8 Meter breit. Damit ist die Metro, für eine Bahn, die auf Meterspur verkehrt, ungewöhnlich breit. Wagen des Berliner Großprofils, deren Wagenkasten beispielsweise nur 2,65 Meter breit ist, fahren auf der europäischen Normalspur von 1435 Millimetern. Die Züge verwenden, wie auch die Vorortbahnen in der Region, die Oberleitung bei einer Spannung von 1500 Volt und besitzen insgesamt sechzehn Motoren von jeweils 180 Kilowatt; zusammen ergibt das pro Zugeinheit 2880 Kilowatt. Die Höchstgeschwindigkeit liegt bei 80 Kilometern pro Stunde. Ein Zug fasst 712 Personen. Diese Angabe beruht auf 144 Sitzplätzen und 568 Stehplätzen bei durchschnittlich sechs Personen pro Quadratmeter.
Die Zahl der Züge erhöhte sich nach einer erneuten Bestellung bis zum zweiten Quartal 1996 auf 24 Züge mit den Nummern UT 517 bis 524. Für den höheren Bedarf bei der neu gebauten Linie L2 bestellte das Verkehrsunternehmen bei den Firmen CAF und Adtranz (nun Muttergesellschaft von ABB) dreizehn weitere Züge, die bis Oktober 2001 geliefert wurden. Diese Lieferung enthielt nun die neuen Züge der Baureihe UT-550. Dies unterscheiden sich vom Vorgänger durch eine höhere Leistungsfähigkeit und durch eine verbesserte Klimaanlage.
Im Jahr 2009 wurden die neun Züge der Reihe UT 600 in Betrieb genommen, welche optisch ihren Vorgängern sehr ähnlich sehen, jedoch beispielsweise innen mit LED-Anzeigen ausgestattet und besser schallgedämpft. Im folgenden Jahr wurden die zunächst viergliedrigen Züge durch einen fünften Wagen ergänzt. 2011 wurden dann auch die Züge UT 512 bis 524 mit einem fünften Wagen ausgestattet, sodass heute 22 der 46 U-Bahnzüge der Linien L1 und L2 fünf Wagen besitzen.
Während bis 1998 noch teilweise vorhandene Streckenabzweigungen auf der alten Vorortbahnstrecke geschlossen wurden, sind seitdem die Systeme ATP (Automatic Train Protection, automatisches Zugsicherungssystem), sowie ATO (Automatic Train Operation, automatisierter Fahrbetrieb), installiert. Letztere führt dazu, dass die Zugführer lediglich einen Knopf drücken müssen, der Rest der Zugführung erfolgt durch den Computer (automatische Fahrsteuerung). Dies ist als Vorstufe für einen fahrerlosen Zugbetrieb zu sehen.
Für den Zeitraum zwischen 2027 und 2029 ist der Ersatz der Baureihen UT-500 und UT-550 durch insgesamt 37 Züge vorgesehen, wobei die der Beschaffung zugrundeliegende Ausschreibung bis 2024 durchgeführt werden soll.

### Linie L3
Auf der Linie L3 sowie den in sie integrierten Linien E1, E3 und E4 werden die weitgehend baugleichen Baureihen 900 und 950 der Euskotren eingesetzt, die sich dadurch unterscheiden, dass die Baureihe 900 vierteilig ist und zwischen 2010 und 2014 von CAF gebaut wurden, während die Baureihe 950 dreiteilig ist und zwischen 2015 und 2018 von CAF gebaut wurde. Insgesamt sind 58 Züge beider Baureihen im Einsatz.
Für die Linie L5 wurden im Juli 2023 fünf vierteilige Züge der Baureihe 980 bestellt, welche eine weiterentwickelte Version der Baureihe 940, von denen seit 2023 vier Züge eingesetzt werden und die wiederum eine Weiterentwicklung der Baureihe 950 darstellen, sind und zwischen 2026 und 2027 ausgeliefert werden sollen. Der Auftrag, welcher auch eine Ausstattung der Baureihen 950 und 980 mit ERTMS Level 1 beinhaltet, hat einen Auftragswert von ca. 60 Mio. €.

## Ausbau und Planungen
Stand 2022 gibt es mehrere Ausbauplanungen für die Metro Bilbao:
Zum einen soll die Linie L3 von Matiko nördlich über Ola und Sondika zum Flughafen Bilbao verlängert werden, wofür der baskische Bahninfrastrukturbetreiber ETS zwei erste Machbarkeitsstudien angefertigt hat.
Unter dem Projektnamen „Linie 5“ wird zudem eine östliche Verlängerung der L3 nach Galdakao zum dortigen Hospital geplant. Die Verlängerung soll 6,3 km mit fünf neuen Stationen (Sarratu, Aperribai, Bengoetxe, Galdakao und Usansolo Ospitalea) umfassen, Sarratu wird dabei ein neuer Umsteigepunkt zu den Linien L1 und L2, die an der Stelle bereits ohne Halt vorbeiführen. Die Gesamtkosten von 360 Millionen Euro teilen sich die baskische Regierung und die Provinzialverwaltung von Bizkaia.
Außerdem soll eine völlig neue U-Bahnlinie L4 die bisherige meterspurige S-Bahnlinie C4 (Bilbao-Concordia – La Calzada) von Renfe Feve (Cercanías Bilbao) teilweise ersetzen. Die L4 soll dann vom Bahnhof Abando über Irala, Recalde und Zorrotza nach Irauregi führen und teilweise die Infrastruktur der bisherigen Feve-Strecke nutzen, die dafür 2023 an die baskische Regionalregierung übertragen werden soll. Je nach gewählter Streckenführung sollen die Kosten für die etwa 10 km lange Strecke bei 240 bis 289 Millionen Euro liegen.

## Weiterführende Informationen

#### Webseiten
- Offizielle Betreiberseite von Metro Bilbao (baskisch, spanisch, englisch)
- Offizielle Betreiberseite von Euskotren (baskisch, spanisch, englisch, französisch)
- Verkehrsverbund Consorcio de Transportes de Bizcaia (baskisch, spanisch, englisch)
- Die Metro Bilbao bei Urbanrail.net (englisch)

#### PDF-Dateien
- Abhandlung über die Geschichte des Eisenbahnverkehrs in und um Bilbao: Línea 3 – eslabón clave / 3. Linea – funtsezko katebegia (PDF; 34,3 MB)